# 延岡市立一ヶ岡小学校
延岡市立一ヶ岡小学校（のべおかしりつ ひとつがおかしょうがっこう）は、宮崎県延岡市南一ヶ岡二丁目にある公立小学校。
延岡市南郊の、一ヶ岡ニュータウン内に位置する。

## 沿革
- 1972年4月1日 - 延岡市立土々呂小学校より分離。
  - 旭ケ丘土地区画整理事業、一ヶ岡新住宅市街地開発事業などの市街地整備により、土々呂小学校の通学区域人口が増加していた。
- 1987年4月1日 - 延岡市立伊形小学校を分離。
  - 開校後も通学区域人口が増加し、最盛期には児童数が1700人を超えていたため、伊形小学校を分離した。

## 概要
- 児童数429名
- 学級数16個（通常学級14、特別支援学級2）
- 職員数22名

（2009年4月1日現在）

## 通学区域
- 北一ケ岡二丁目、三丁目、四丁目
- 南一ケ岡一丁目、二丁目、三丁目、四丁目
- 旭ケ丘二丁目、六丁目

卒業生は基本的に土々呂中学校に進学する。

## 周辺
- 伊福形神社
- 延岡一ケ岡団地郵便局
- 宮崎県道49号北方土々呂線

## アクセス
- JR日豊本線 旭ヶ丘駅から南西へ900m
- 宮崎交通 一ヶ岡小学校入口バス停から西へ300m